# Carrer de Mandri
|  | «Mandri» redirigeix aquí. Vegeu-ne altres significats a «mandrí». |

El carrer de Mandri uneix el passeig de la Bonanova amb la Ronda del General Mitre de Barcelona. És un eix comercial i s'hi troben bars i restaurants com el bar l'Escocès.

## Història i descripció

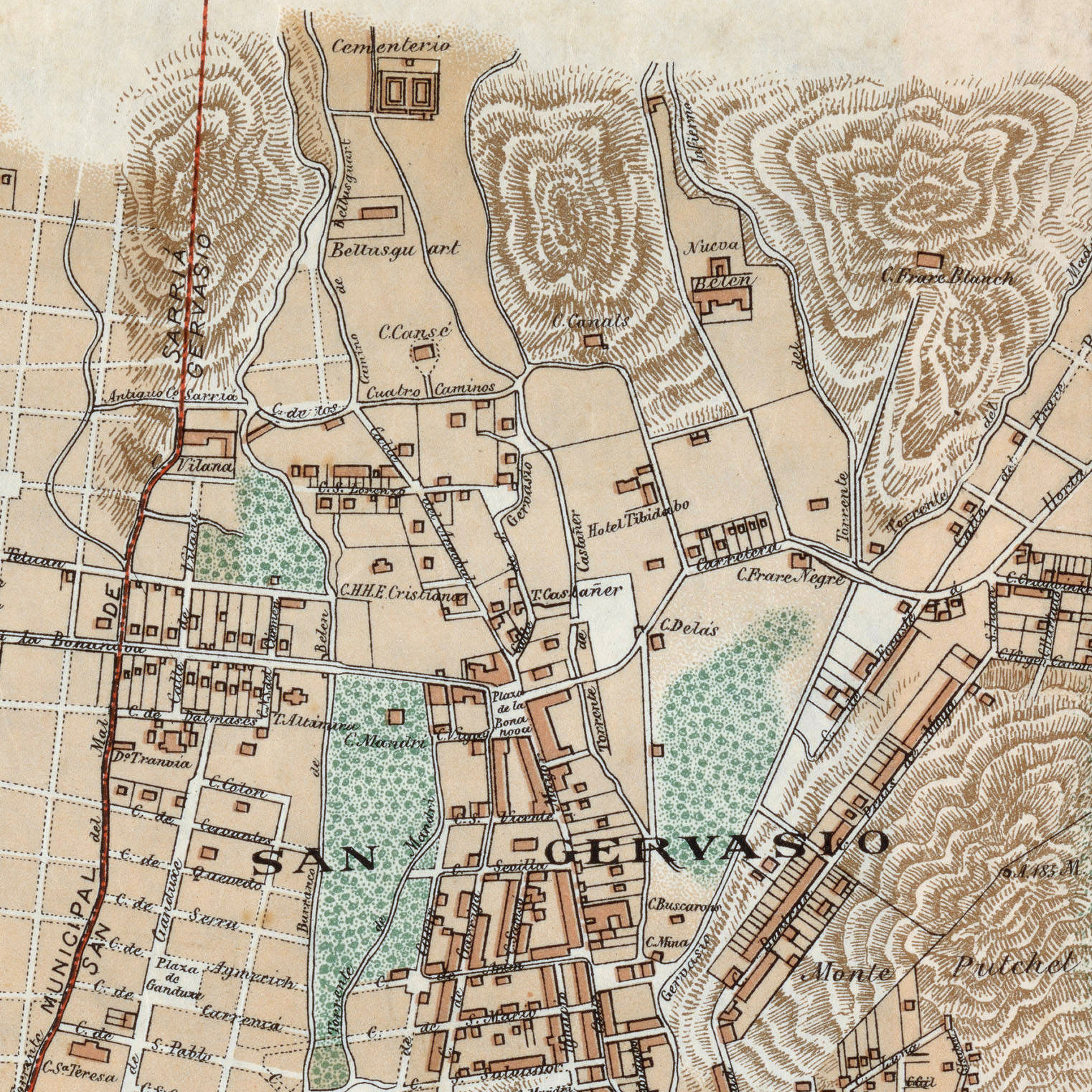
Plànol del 1890, on es pot llegir «C. Mandri»

Pren el seu nom de la finca de Can Mandri de l'antic municipi de Sant Gervasi de Cassoles. Andreu Mandri, doctor en drets, va morir a final del segle xviii, deixant com a hereva la seva filla única Josepa Mandri i Rifós, que el 1801 es va casar amb Antoni Dionís i Ferret, advocat de Vilanova i la Geltrú. Bo i seguint allò establert en els capítols matrimonials, a la mort de l'hereu Joaquim Mandri i Ferret (†1862), el patrimoni familiar passà a mans de la seva germana Josepa (†1863), que morí poc després, deixant com a usufructuari el seu marit Eusebi d'Olzina i de Torres (1799-1878) i hereu el seu fill Josep Nicolau d'Olzina i Ferret (1841-1924). Aquest va morir el 1924 i va deixar la finca al seu nebot Guillem de Pallejà i Ferrer-Vidal (1889-1964), IV marquès de Monsolís, juntament amb tres marmessors, amb l'encàrrec de construir una església dedicada a la Mare de Déu de Montserrat.
El 1926, l'Ajuntament de Barcelona aprovà una modificació del Pla d'Enllaços per a obrir-hi un carrer de 25 m d'amplada que seguia el torrent de Betlem. Als anys 1940, s'hi començaren a construir les primeres cases, sobretot a prop del passeig de la Bonanova. Entre els anys 1950 i 1970 fou acabat d'urbanitzar i va quedar soldat amb el teixit urbà  al voltant del carrer del Camp, a la part de llevant, i del de Ganduxer per ponent.